# チティパット・タンクラン
チティパット・タンクラン（泰: ชิติพัทธ์ แทนกลาง, 1991年8月11日 - ）は、タイ王国・ブリーラム県出身のサッカー選手。ポジションはディフェンダー。

## 来歴
AFCチャンピオンズリーグ2013ではエステグラルFCと対戦した準々決勝の2試合に先発フル出場した。2013年8月21日、テヘランのアザディ・スタジアムで行われた試合がAFCチャンピオンズリーグデビュー戦となった。

## 個人成績
（2014年4月23日時点）
| 年度 | クラブ                     | 大会                    | 出場 | 得点 |
| ---- | -------------------------- | ----------------------- | ---- | ---- |
| 2013 | ブリーラム・ユナイテッドFC | AFCチャンピオンズリーグ | 2    | 0    |
| 2014 | ブリーラム・ユナイテッドFC | AFCチャンピオンズリーグ | 1    | 0    |
| 通算 | 通算                       | 通算                    | 3    | 0    |

## 所属クラブ
ユース経歴
- 2008年 - 2010年  スアンクラーブ・ウィッタヤライ・スクール (Suankularb Wittayalai School)
- 2011年 - 2012年  ブリーラム・ユナイテッドFC

シニア経歴
- 2012年 - 2024年 現在  ブリーラム・ユナイテッドFC

## 代表歴
- 2013年 - 2014年 現在  U-23タイ代表

## タイトル
ブリーラム・ユナイテッドFC
- タイ・プレミアリーグ
  - 優勝 (1) : 2013
- タイFAカップ
  - 優勝 (1) : 2013
- タイ・リーグカップ
  - 優勝 (1) : 2013
- コー・ロイヤルカップ
  - 優勝 (1) : 2013